# Rosario (Uruguay)
Pour les articles homonymes, voir Rosario (homonymie).
Rosario est une ville et une municipalité de l'Uruguay située dans le département de Colonia, au sud-ouest du pays. Sa population est de 9 311 habitants.

## Histoire
La ville a été fondée en 1775 par Benito Herosa.

## Population
| Année | Population |
| ----- | ---------- |
| 1963  | 7 771      |
| 1975  | 8 292      |
| 1985  | 8 879      |
| 1996  | 9 428      |
| 2004  | 9 311      |

Référence,.

## Gouvernement
Le maire (alcalde) de la ville est Daniel Dibot.